# Sławomir Zieliński (powstaniec warszawski)
Sławomir Jan Zieliński ps. Sławek (ur. 5 września 1922 w Warszawie, zm. 3 sierpnia 1944 tamże) – kapral podchorąży AK, dowódca plutonu 225 w Zgrupowaniu „Żmija”, zginął w trakcie powstania warszawskiego.

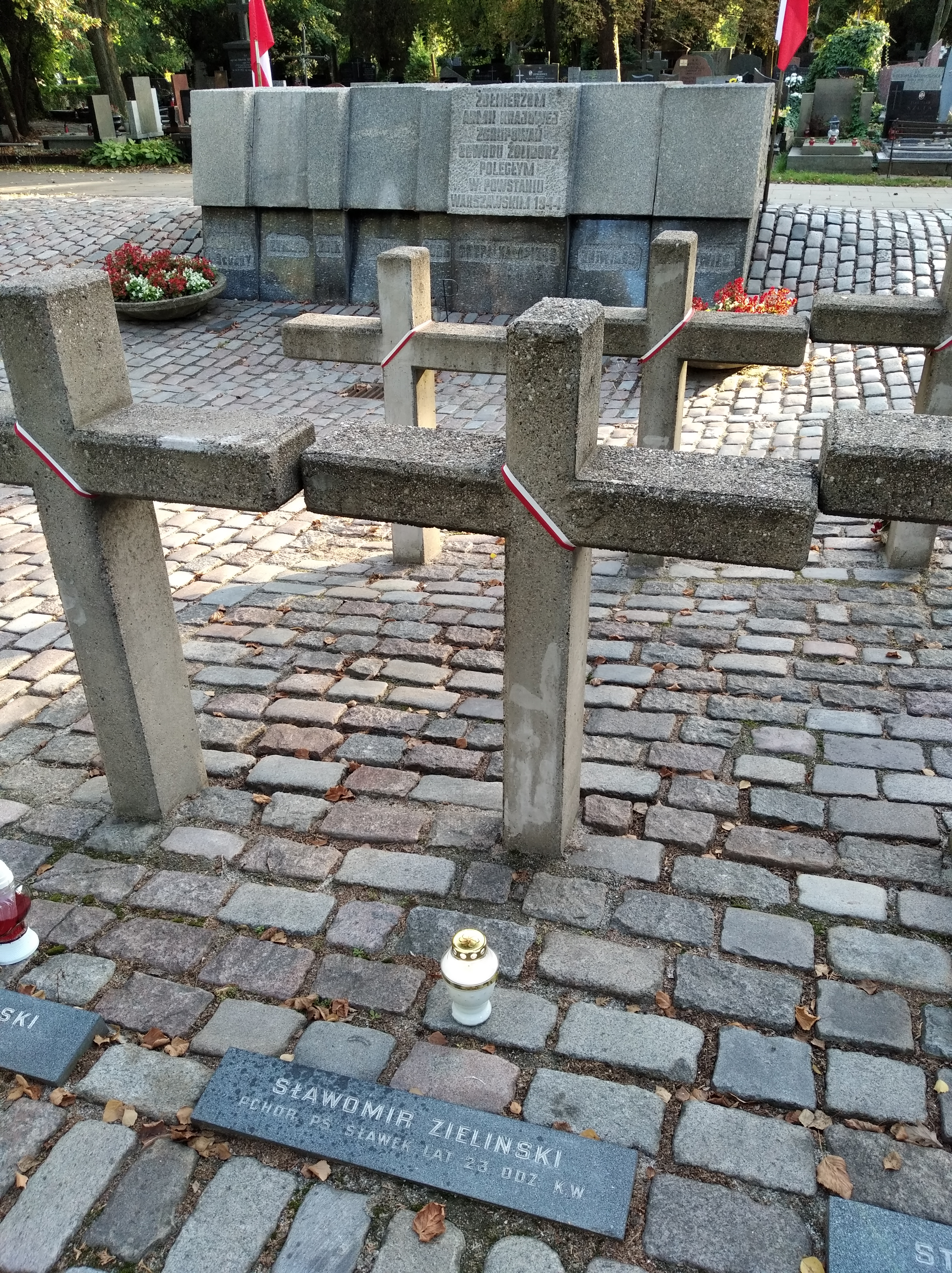
Grób pchor. Sławomira Zielińskiego na Cmentarzu Wojskowym na Powązkach

## Życiorys
Syn Jana i Haliny. Był absolwentem  Gimnazjum im. A. Mickiewicza w Warszawie, oraz harcerzem 3 Warszawskiej Drużyny Harcerzy im. X Józefa Poniatowskiego. W 1942 lub 1943 został skierowany na kurs Szkoły Podchorążych Rezerwy Piechoty „Agrikola”, który ukończył w stopniu kaprala podchorążego. Tam został zwerbowany przez instruktora szkoły rtm. Adama Rzeszotarskiego „Junosza” do oddziałów Obwodu Żoliborz ZWZ-AK. Tam wszedł w skład plutonu 225.
28 kwietnia 1943 uczestniczył w akcji dywersyjnej na rzecz wsparcia powstania w getcie warszawskim. Na rozkaz dowódcy obwodu ppłk. Mieczysława Niedzielskiego „Żywiciel”, brał udział w ataku na posterunek SS na rogu ul. Konwiktorskiej i Zakroczymskiej. W czasie akcji zabito trzech esesmanów.
Od początku 1944 jako plutonowy podchorąży, dowodził plutonem 225. Brał udział w powstaniu warszawskim. Jego pluton już po godz. 14.00 wziął udział w pierwszej potyczce przy ul. Krasińskiego.  W nocy z 1 na 2 sierpnia wraz  z innymi oddziałami obwodu wyruszył do Puszczy Kampinoskiej. 3 sierpnia w trakcie powrotu na Żoliborz, pluton idący na czele oddziałów starł się z Niemcami w okolicy osiedla „Zdobycz Robotnicza”. Tam pchor. „Sławek” poległ w czasie walki.
Odznaczony Krzyżem Walecznych (prawdopodobnie pośmiertnie).